# TNFRSF17
TNFRSF17 (англ. tumor necrosis factor receptor superfamily, member 17) — мембранный белок, рецептор из надсемейства рецепторов фактора некроза опухоли. Продукт гена человека TNFRSF17. Играет роль в регуляции B-лимфоцитов.

## Функции
TNFRSF17 входит в многочисленное надсемейство рецепторов фактора некроза опухоли (TNFR). Этот рецептор преимущественно экспрессирован на B-лимфоцитах и может участвовать в развитии этих клеток и в аутоиммунном ответе. Экспрессия TNFRSF17 совпадает с конечным созреванием B-лимфоцитов. 
Лигандами рецептора являются фактор активации B-лимфоцитов TNFSF13B (TALL-1, BAFF) и TNFSF13 (APRIL). Связывание лиганда с рецептором TNFRSF17 приводит к активации сигнальных путей клеточной выживаемости и пролиферации NF-kB и MAPK8/JNK.

## Структура
Белок состоит из 184 аминокислот, молекулярная масса — 20,2 кДа. N-концевой внеклеточный домен содержит 1 характеристический повтор TNFR-Cys. Кроме этого, домен содержит до 3 внутримолекулярных дисульфидных связей.
Связывается с цитозольными адаптерными белками TRAF1, TRAF2, TRAF3, TRAF5 и TRAF6.